# Gombás-patak
A Gombás-patak a Gödöllői-dombságban ered, Püspökszilágy északi határában, Pest vármegyében, mintegy 230 méteres tengerszint feletti magasságban. A patak forrásától kezdve északi, majd északnyugat-nyugati irányban halad, majd Vácnál éri el a Dunát.
A patakba útja során a Penci-ág és a Rádi-patak Rádnál torkollik bele, majd a Kosdi-patak is beleömlik, nem sokkal azt követően, hogy felvette a Cselőte-patak vizeit.

## Part menti települések
- Püspökszilágy
- Rád
- Vácduka
- Vác